# Italo Bellotti
Italo Bellotti (Valdidentro, 26 giugno 1917 – Valdidentro, 23 settembre 2007) è stato un politico italiano.

## Biografia
Laureato in lettere, è insegnante. Impegnato in politica con la Democrazia Cristiana, è sindaco di Valdidentro, suo comune natale, dal 1956 al 1964 e poi dal 1965 al 1970. Poi è stato deputato della Repubblica nella VI Legislatura, dal 1972 al 1976.
È morto all'età di 90 anni il 23 settembre 2007.